# Stadion im. Kazimierza Górskiego
Het Stadion im. Kazimierza Górskiego is een multifunctioneel stadion in Płock, een plaats in Polen. Het staat ook wel bekend als Stadion Wisły Płock of Orlen Stadion im. Kazimierza Górskiego. Het stadion is vernoemd naar Kazimierz Górski (1921–2006) een Pools voetbalspeler en -coach van het Poolse voetbalelftal.
Het stadion wordt vooral gebruikt voor voetbalwedstrijden, de voetbalclub Wisła Płock maakt gebruik van dit stadion. In het stadion ligt een grasveld van 105 bij 68 meter.

## Historie

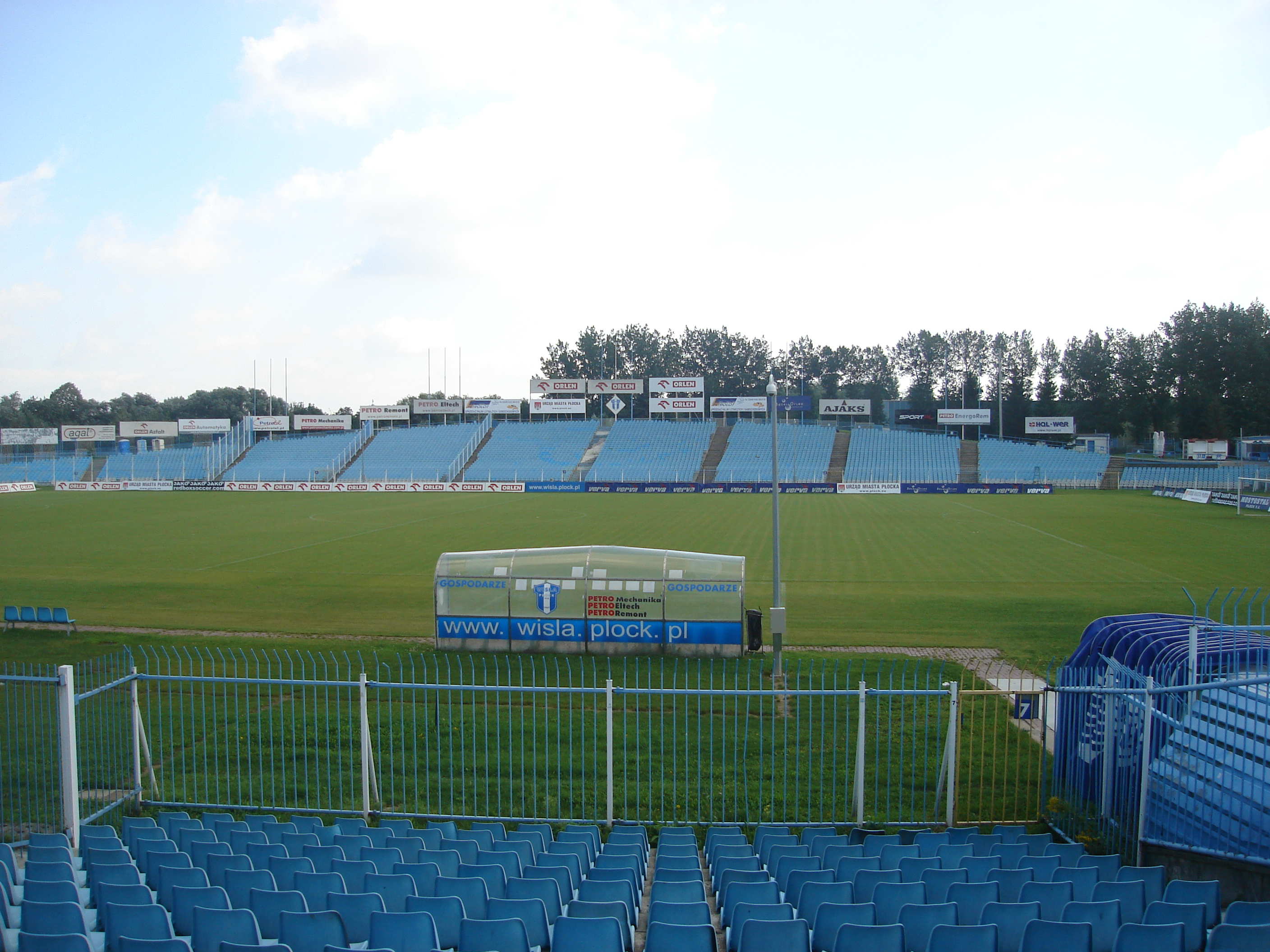
Het stadion in 2010.

De bouw van het stadion begon in 1968 en duurde tot aan de opening op 9 juni 1973. De bouw vond plaats in opdracht van olieraffinaderij Mazowieckie Zakłady Rafineryjno-Petrochemiczne (nu opgegaan in PKN Orlen). Dat bedrijf bleef de eigenaar tot het in 2007 werd overgedragen aan de gemeente Płock.
Er vonden sinds de opening een aantal renovaties plaats. Dat gebeurde de eerste keer in 1976 en daarna in 2000 en 2004. In 2020 begon een grondige renovatie waarbij ook een deel van de tribunes gesloopt moesten worden. De westelijke tribune zou tijdens deze renovatie in gebruik blijven. In die periode zal er een beperkt aantal van 3.105 toeschouwers aanwezig kunnen zijn. Het stadion moet in deze periode gemoderniseerd worden. Na de renovatie is er plek voor zo'n ruim 15.000 toeschouwers in het stadion. Voor de renovatie was de capaciteit rond de 10.000 toeschouwers. Het recordaantal staat op 27.000, dit aantal werd bereikt op 8 mei 1974 in een wedstrijd van het Pools voetbalelftal tegen FC Twente.
In 2023 werd het nieuwe stadion geopend na een complete renovatie met een capaciteit van 15,004 toeschouwers. In maart 2023 werd Orlen de sponsor van het stadion voor 5 jaar met het stadion als volledige naam Orlen Stadion im. Kazimierza Górskiego.

## Interlands
Het Poolse voetbalelftal speelde de volgende interlands in dit stadion.
| Voetbalinterlands | Voetbalinterlands | Voetbalinterlands            | Voetbalinterlands | Voetbalinterlands | Voetbalinterlands |
| №                 | Datum             | Wedstrijd                    | Uitslag           | Competitie        | Toeschouwers      |
| ----------------- | ----------------- | ---------------------------- | ----------------- | ----------------- | ----------------- |
| 1                 | 16 november 2003  | Polen – Servië en Montenegro | 4–3               | Vriendschappelijk | 9.000             |
| 2                 | 31 maart 2004     | Polen – Verenigde Staten     | 0–1               | Vriendschappelijk | 10.000            |